# Phyllagathis guillauminii
Phyllagathis guillauminii är en tvåhjärtbladig växtart som beskrevs av Hui Lin Li. Phyllagathis guillauminii ingår i släktet Phyllagathis och familjen Melastomataceae. Inga underarter finns listade i Catalogue of Life.